# Jaume Bosch i Pugès
Jaume Bosch i Pugès (Sant Boi de Llobregat, Catalunya, 17 de desembre de 1951) va ser l'alcalde de Sant Boi de Llobregat des de 2007, quan va ser el cap de llista del Partit dels Socialistes de Catalunya a les eleccions municipals, fins al 2014, moment en què va abandonar el càrrec, essent substituït per Lluïsa Moret.